# Mont Cornillon (Belgique)
Pour les articles homonymes, voir Mont Cornillon.

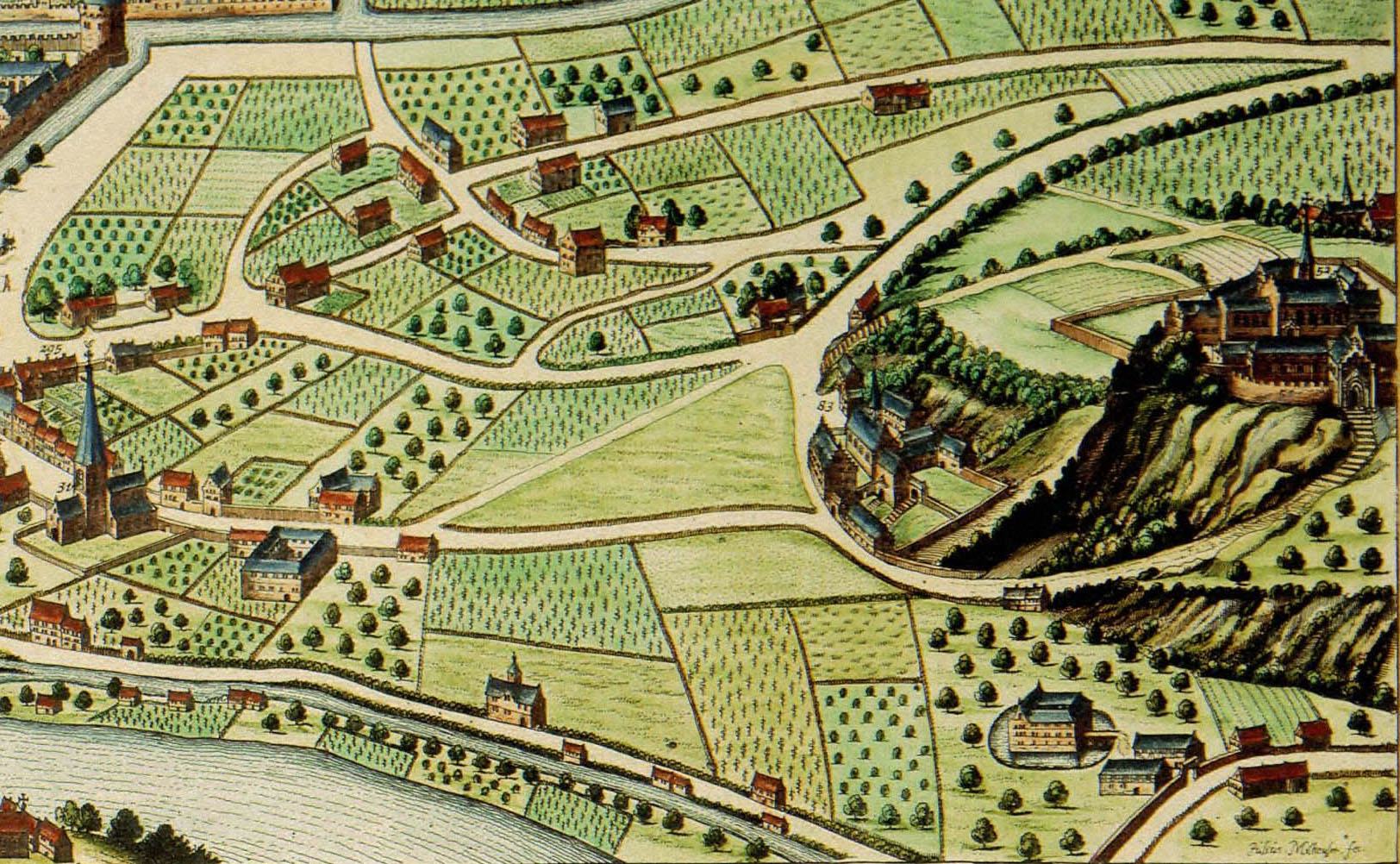
1649: À droite les quatre couvents de la maladrie de Cornillon, à gauche l'église Saint-Remacle au Pont et les Prémontrés.

Le mont Cornillon est une colline de Belgique au confluent de l'Ourthe et de la Meuse, situé en bordure sud-occidentale du plateau de Herve. Il fait aujourd'hui partie de la ville de Liège, dominant son quartier d'Amercœur (le sous-quartier Cornillon porte son nom). Il fut occupé, au cours de l'histoire, en alternance par des religieux et des militaires. La route nationale 3 suit son relief de Liège vers l'Allemagne.

## Origines
Selon Jean d'Outremeuse, une forteresse y aurait été élevée par Cornulo, onzième roi de Tongres, au Ier siècle de notre ère. L'ouvrage achevé par son fils Tongris, celui-ci lui aurait donné le nom de son père.
Il faut cependant attendre le début du XIIIe siècle pour voir apparaître les premières références authentiques au Mont. La dépouille de l'empereur Henri IV fut déposée dans un oratoire sis sur le Mont Cornillon, attendant la levée de l'excommunication qui permit l'ensevelissement définitif à Spire. Dédié en 1116 par Otbert aux Douze Apôtres, le petit oratoire et ses dépendances furent administrés par les Prémontrés qui les reçurent de l'évêque Albéron en 1124. Ils y vénéraient saint Corneille, qui est sans doute à l'origine du toponyme Cornillon. À la suite de nombreuses attaques ils abandonnèrent le domaine en 1288.
Relevant de l'évêché de Verdun depuis 1008, le pouvoir temporel est maintenu par la cour de Jupille tandis que la dîme des animaux de la ferme de Cornillon et des vignobles est perçue par le chapitre d'Aix-la-Chapelle. En 1116, Otbert y impose sa juridiction mais il faut attendre 1155 pour que Cornillon appartienne au chapitre de Saint-Lambert.

## Hospice de Cornillon

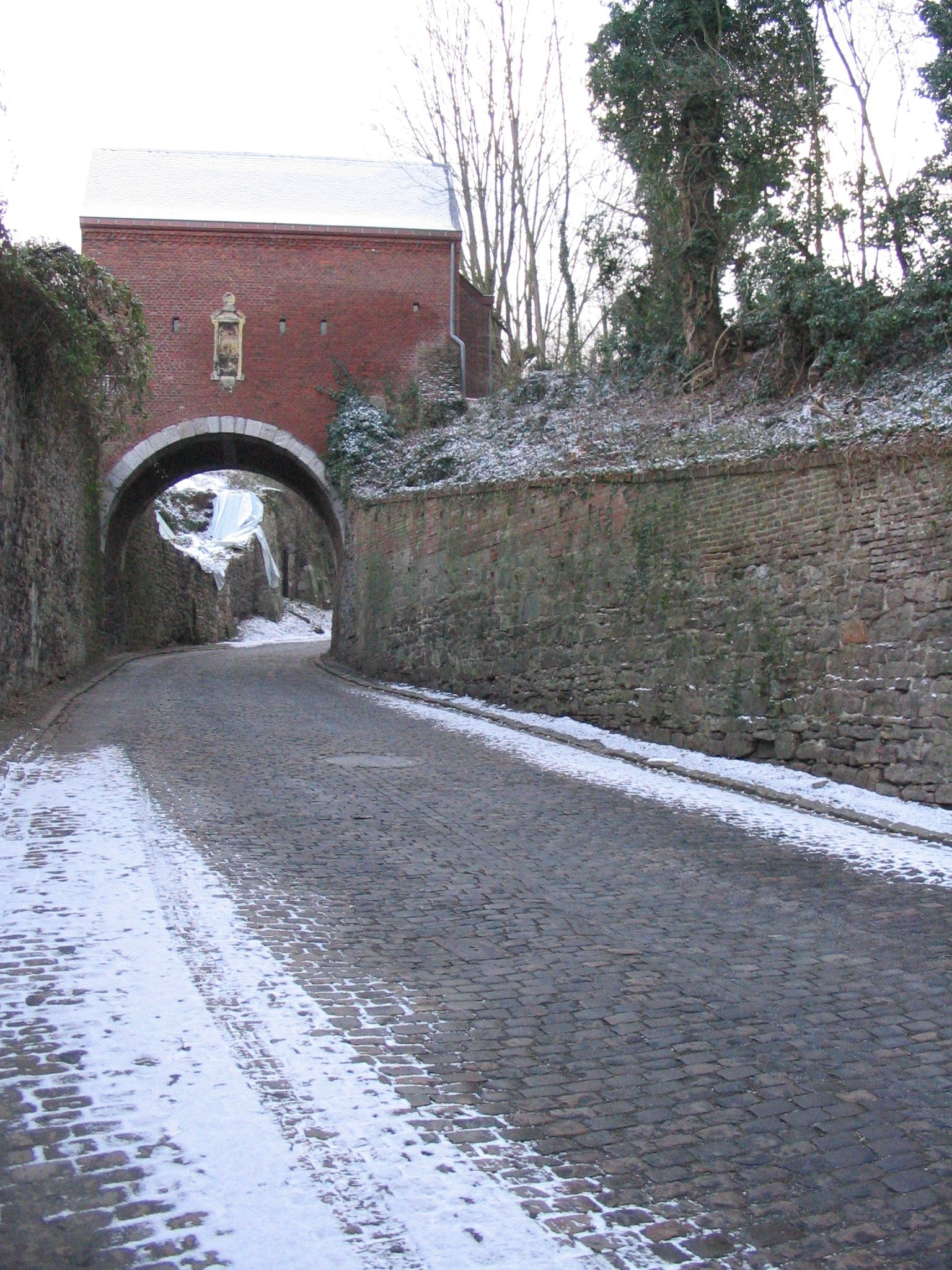
Arvô de la Chartreuse

Composé dès sa fondation de modestes cabanes abritant des lépreux, dès le XIIe siècle, l'hospice s'enrichit de locaux construits grâce à l'argent de généreux donateurs tel que Gilles de Clermont. Un premier règlement en 1176 régit l'hospice et les donations furent confirmées en 1188 par l'évêque Rodolphe.
Soignés et réconfortés, les pensionnaires qui vivaient reclus disposaient de leur cimetière et de leur église, le desservant étant élu par eux-mêmes. Placé sous la protection d'Urbain III, l'hospice était connu sous le nom des "quatre couvents de Cornillon", car composés de quatre bâtiments, un pour les lépreux, un pour les frères qui les soignaient, un pour les lépreuses et un pour les sœurs attachées à leur service. Ceux-ci étaient connus sous les noms de Måhêtîs et måhêtèyes et de Hêtîs et hêtèyes les religieux étant soumis à la règle de saint Augustin.
Réservé aux Liégeois ayant reçu le baptême dans une des trois églises de Liège, à savoir, Notre-Dame-aux-Fonts, Saint-Adalbert, Saint-Jean Baptiste, les autres malades devant se rendre à Sainte-Walburge, l'hospice possédait une propriété dénommée La Vacherie où sainte Julienne passa les premières années de sa vie religieuse. Cédant tous ses biens à l'hospice, elle en prit la direction et s'efforça d'établir une meilleures discipline ce qui entraina de nombreux désordres et un premier sac du couvent. Avec l'appui de l'évêque Robert de Thourotte, elle établit un nouveau règlement rendant à l'hospice sa valeur temporelle et spirituelle, mais la mort de l'évêque entraîna de nouveaux désordres, le couvent fut une seconde fois mis à sac et Julienne fut l'objet de violence, ce qui la contraignit à quitter le couvent de Cornillon.
L'administration réformée en 1246 par Henri de Gueldre et le nombre de lépreux diminuant, l'hospice accueille dès la fin du XIIIe siècle d'autres malades et parfois même des non malades. L'état sanitaire s'améliorant, Érard de La Marck établit à Cornillon le siège de la foire aux bestiaux.
À la suite de la Révolution, l'établissement fut supprimé le 13 mai 1797 et ses biens qui s'étendaient de la rue Basse-Wez à l'église Saint-Remacle-au-Pont furent réunis à d'autres hospices civils dont une grande partie affectée au Valdor.
Le 20 octobre 1860, Monseigneur de Montpellier installe dans les bâtiments de Cornillon neuf religieuses du couvent des Carmélites déchaussées du Potay.

## Chartreuse

### Château-fort
L'abbaye des Douze Apôtres occupé par les Prémontrés, outre diverses invasions de malfaiteurs eut à subir les attaques incessantes du Duc de Limbourg se proclamant avoué de l'église de Verdun, alors que le domaine de Jupille appartenait depuis 1265 au chapitre de Saint-Lambert. En 1288, ils abandonnèrent leur maison de Cornillon à Jean de Flandre qui, comprenant la valeur stratégique du lieu transforma le couvent en château fort et en confia la garde à Gauthier de Jupille.
En 1291, les cinq cents cavaliers de Jean Ier, duc de Brabant, cernèrent la forteresse de Cornillon mais essuyèrent une grande défaite, repoussés par la garnison renforcée de Liégeois.
Protégée à l'est durant des années par la forteresse, celle-ci fut complètement détruite vers 1336, par les Liégeois eux-mêmes en lutte contre leur prince-évêque Adolphe de La Marck. En 1358, Engelbert III de La Marck fit don du lieu désert aux Chartreux pour y établir leur couvent. Leur nom fut aussitôt attaché au sommet du Mont Cornillon qui devint la Chartreuse.

### Maison des Chartreux

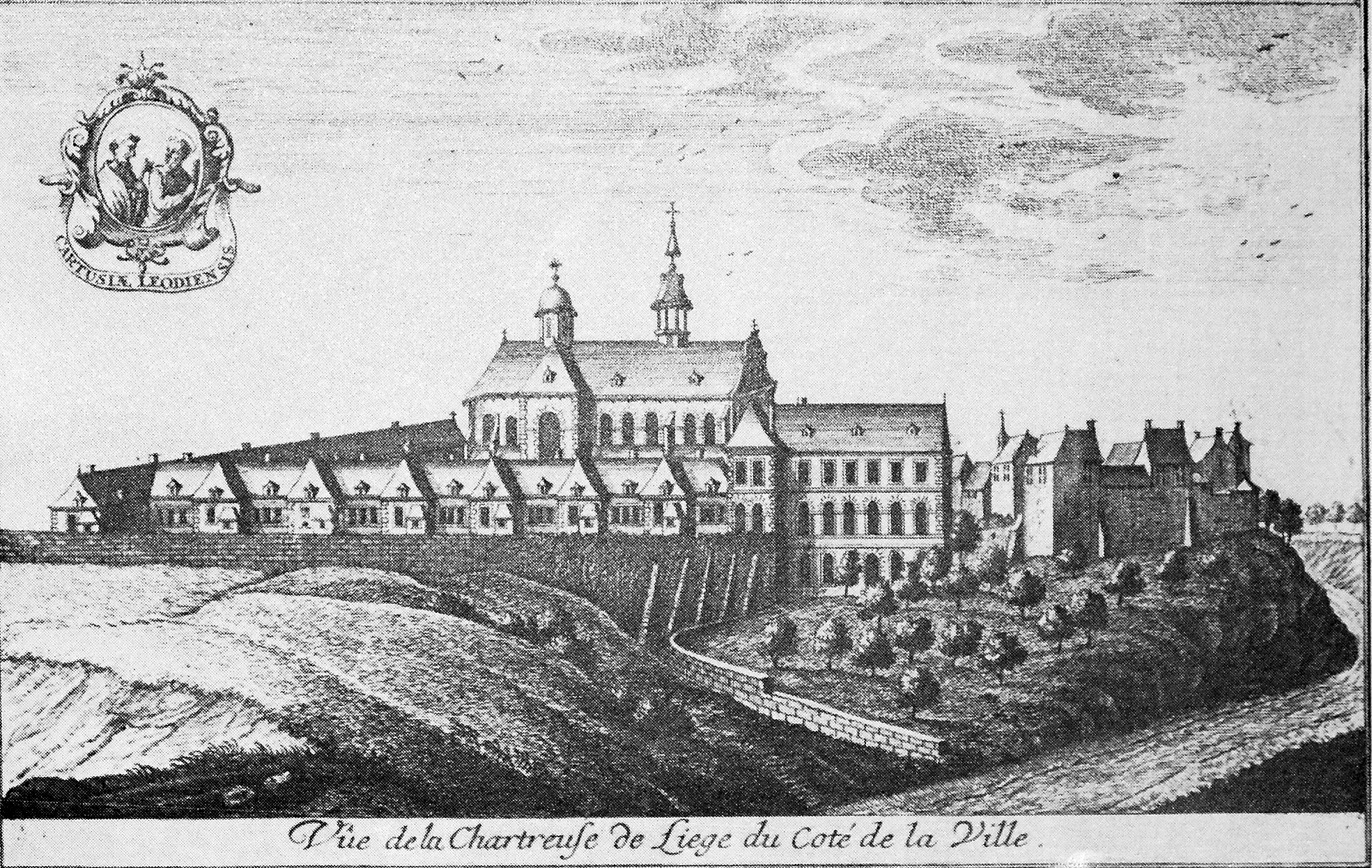
La Maison des Chartreux à Liège

Pierre Dorland raconte qu'en 1353, un jeune homme d'une rare vertu eut la vision de personnages vêtus de blanc se dirigeant en procession vers l'église de Cornillon. L'évêque Engelbert III de La Marck y vit la manifestation divine de l'établissement d'un couvent Chartreux à cet endroit.